# أس كي أف-38,393
أس كي أف-38,393 أو 1-فنيل-2,3,4,5-رباعي هيدرو-1هـ-3-بنزازيبين-7,8-ديول (بالإنجليزية: SKF-38,393)‏ هو مركب كيميائي اصطناعي ينتمي لفئة البنزازيبين، وهو ناهض جزئي انتقائي لمستقبل الدوبامين D1 ومستقبل الدوبامين D5. هذه المادة لها تأثير منبه ومفقد للشهية.